# Spalax ehrenbergi
Lo spalace di Ehrenberg (Spalax ehrenbergi Nehring, 1898) è un Roditore della famiglia degli Spalacidi. Le sue varie popolazioni presentano consistenti variazioni cromosomiche (2n= 52-60); per questo motivo alcuni studiosi lo considerano una superspecie costituita da un insieme di specie allopatriche e parapatriche, differenziate dai caratteri cromosomici ma dalla morfologia identica. Le forme considerate specie a parte sono quattro, tutte endemiche di Israele: S. carmeli, S. galili, S. golani e S. judaei. Tuttavia, il loro status deve essere ancora confermato.

## Descrizione
Lo spalace di Ehrenberg è la specie più piccola del suo genere: misura infatti 13-20,4 cm di lunghezza e pesa soltanto 107-195 g. Il suo mantello è costituito da peli corti e soffici che facilitano gli spostamenti avanti e indietro nelle gallerie che scava. La colorazione è interamente bruno-grigia, a eccezione di una macchia bianca estesa su testa e addome presente in alcuni esemplari.

## Distribuzione e habitat
Lo spalace di Ehrenberg occupa una vasta area del Medio Oriente: vive in Turchia sud-orientale, Iraq settentrionale, Siria, Libano, Giordania e Israele; si incontra inoltre, unico tra gli spalaci, in alcune zone del Nordafrica, nella regione costiera mediterranea estesa tra il delta del Nilo (Egitto settentrionale) e la Cirenaica (Libia settentrionale).
Vive in suoli sabbiosi e argillosi, spesso nei pressi dei terreni agricoli, dal livello del mare fino a 2000 m di quota.

## Biologia
Rigorosamente solitario, conduce vita essenzialmente sotterranea, ma talvolta, di notte, si spinge sul terreno. La sua tana è sormontata da un tumulo di terra di circa 40 cm di altezza; la profondità delle gallerie dipende dal tipo di suolo, dall'umidità e dal clima: in estate può raggiungere i 150 cm. Le femmine costruiscono nidi per il parto di forma sferica, foderati con erbe secche e Graminacee. Si nutre d'inverno di parti vegetali sotterranee come bulbi, tuberi e radici corpulente, d'estate di parti verdi e di chicchi, in particolare di orzo e di grano. Alimentandosi di piante a elevato contenuto di acqua, non gli è necessario bere.

## Conservazione
Lo spalace di Ehrenberg è una specie molto diffusa, ma a causa della sua tassonomia non ancora ben definita la IUCN preferisce classificarlo momentaneamente tra le specie a status indeterminato, in attesa di ulteriori ricerche.